# Шамдепра
Шамдепра́ (фр. Champdepraz) — коммуна в Италии, располагается в автономном регионе Валле-д’Аоста.
Население составляет 681 человек (2008 г.), плотность населения составляет 14 чел./км². Занимает площадь 48 км². Почтовый индекс — 11020. Телефонный код — 0125.
Покровителем населённого пункта считается святой Франциск Сальский.

## Демография
Динамика населения: